# Orsztyn

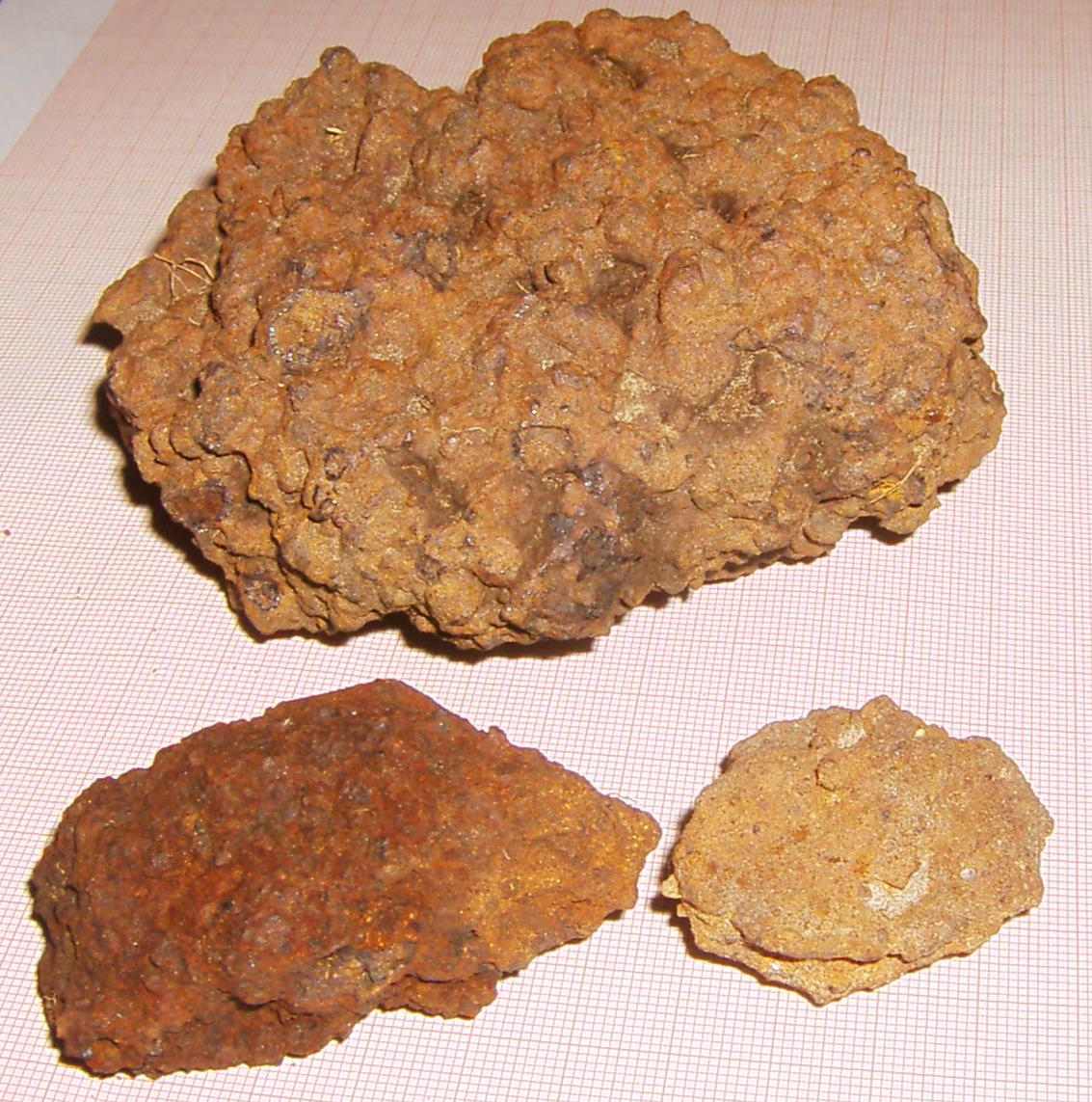
Orsztyn

Orsztyn - forma konkrecji występująca w silnie zbielicowanych glebach bielicowych, bielicach i glejobielicach. Jest to scementowana ciemnobrunatna forma poziomu iluwialnego, powstała przy szczególnie intensywnym i długotrwałym procesie bielicowania. Wytrącenia amorficznych form glinu, żelaza i próchnicy tworzą warstwę trudną do sforsowania dla wody i korzeni drzew.